# Якуб ибн Афлах
Якуб ибн Афлах (араб. يعقوب بن أفلح‎; ? — после 901 года) — имам ибадитов Магриба из династии Рустамидов в 897—901 годах.

## Биография
Был сыном Афлаха ибн Абд аль-Ваххаба. После изгнания из Тахарта племянника Абу Хатим Йусуфа и его сторонников, в 897 году был избран новым имамом. Вскоре Йакуб ибн Афлах вернулся во главе берберского войска из племени санхаджи и осадил город.
После захвата города войсками племянника, Йакуб ибн Афлах бежал в Зувару, где приобрёл берберских союзников, в союзе с которыми начал междоусобную войну. Дальнейшая его судьба неизвестна.